# Stuart Little 2
Stuart Little 2 is een Amerikaanse komediefilm uit 2002 die is geregisseerd door Rob Minkoff. Het is een vervolg op de film Stuart Little uit 1999 en bevat personages die gebaseerd zijn op gelijknamige boek van E.B. White.
De film werd genomineerd voor onder meer de BAFTA Children's Award voor beste film en werd in 2006 opgevolgd door het direct-naar-video-vervolg Stuart Little 3: Call of the Wild.

## Verhaal
Stuart woont inmiddels enige tijd bij zijn nieuwe familie, maar hij voelt zich eenzaam doordat zijn adoptiebroer George veel tijd met zijn nieuwe vriend Will doorbrengt. Op een dag komt hij de vogel Margalo tegen, die uit de lucht is gevallen en werd achtervolgd door een grote valk. Stuart belandt tussen de criminelen en ontdekt dat de Valk de leider is van een grote criminele organisatie. Met de hulp van Snowbell probeert hij Margalo, die gedwongen werkt voor de Valk, te redden.

## Rolverdeling
| Acteur            | Personage        | Nederlandse stem      |
| ----------------- | ---------------- | --------------------- |
| Michael J. Fox    | Stuart Little    | Kasper van Kooten     |
| Geena Davis       | Eleanor Little   | Frédérique Huydts     |
| Hugh Laurie       | Frederick Little | Peter Blok            |
| Jonathan Lipnicki | George Little    | Quinten Schram        |
| Anna Hoelck       | Martha Little    |                       |
| Nathan Lane       | Snowbell         | Carol van Herwijnen   |
| Melanie Griffith  | Margalo          | Lottie Hellingman     |
| James Woods       | Falcon           | Arnold Gelderman      |
| Steve Zahn        | Monty            | Johnny Kraaijkamp jr. |
| Brad Garrett      | Loodgieter       | Luk Van Mello         |